# Mohamed Ataya
Mohamed Ben Ataya – tunezyjski zapaśnik walczący przeważnie w stylu wolnym. Zajął 39 miejsce na mistrzostwach świata w 2011. Brązowy medalista igrzysk afrykańskich w 2007; czwarty i szósty w 2003. Zdobył pięc medali mistrzostw Afryki w latach 2004 - 2011. Trzeci na igrzyskach panarabskich w 2004 roku.